# Зізінью
Томас Соарес да Сілва (порт.-браз. Tomás Soares da Silva), більш відомий як Зізінью (порт. Zizinho, нар. 14 вересня 1922, Сан-Гонсалу — пом. 8 лютого 2002, Нітерой) — бразильський футболіст, що грав на позиції півзахисника. По завершенні ігрової кар'єри — футбольний тренер.
Виступав, зокрема, за «Фламенго» та національну збірну, у складі якої став володарем «Золотого м'яча» чемпіонату світу 1950 року.

## Ігрова кар'єра
З 15-річного віку Зізінью був членом клубу «Каріока», що був організований його батьком, а в 17 років перейшов у «Байрон», пробувши там 4 місяці. Потім Зізінью став пробиватися в дорослі клуби, але і в «Америці» і в «Сан-Крістовао» від нього відмовилися. Тоді Зізінью в 1939 році вирішив спробувати себе в «Фламенго», де провів за клуб одне тренування, і під час матчу з аргентинським «Індепендьєнте» за 10 хвилин до кінця зустрічі травму отримав знаменитий Леонідас. Тренер Флавіо Кошта ризикнув випустити 18-річного Зізінью, і не помилився: бразилець забив 2 м'ячі. З гравцем був підписаний контракт і саме він став наступником Леонідаса у клубі. У 1940 році Зізінью вперше залучається до збірної Ріо, а 1942—1944 роки клуб три рази поспіль перемагав у чемпіонаті штату Ріо-де-Жанейро.
Незадовго до чемпіонату світу 1950 Зізінью несподівано перейшов у «Бангу». Це рішення президента «Рубронегрос» Даріо де Мело Пінто вкрай розлютило Зізінью: «Мені кілька разів доводилося грати за вас зі зламаною ногою. А ви мене продали за моєю спиною, поставивши перед фактом…» «Бангу» був набагато більш скромним клубом, ніж «Фламенго».
У 1957 Зізінью перейшов у «Сан-Паулу» і в цьому ж році виграв з цим клубом Чемпіонат штату Сан-Паулу, але незабаром був змушений покинути команду: клуб наклав на нього штраф за «нічну вилазку», преса почала цькувати гравця, і форвард вирішив сам піти у непримітну «Уберабу» на прохання партнера по збірній Бразилії зразка 1950-го року Даніло, що працював з цією командою.
Завершив професійну ігрову кар'єру у 41-річному віці в чилійському «Аудакс Італьяно», за який виступав протягом 1961—1962 років, виконуючи обов'язки граючого тренера.

## Виступи за збірну
Зізінью брав участь на домашньому для Бразилії чемпіонаті світу 1950 року. Перші два матчі проти Мексики і Швейцарії нападник пропустив через легку травму. Незадовго до початку вирішального матчу, в якому бразильцям протистояла збірна Югославії, капітан команди з Балкан Райко Митич, розминаючись у підтрибунному приміщенні, вдарився об залізний гак. Футболістові необхідно було надати медичну допомогу, але бразильці наполягли, щоб валлійський суддя Гріффітс почав гру в належний час — в результаті вже на 4-й хвилині Адемір з пасу Зізінью забив гол у ворота ослаблених югославів. Можливо, щоб виправити цю несправедливість, суддя скасував наступний гол Зізінью, але він незабаром знову забив, і в підсумку бразильці перемогли з рахунком 2:0, що дозволило їм вийти у фінальну групу. Однак чемпіонат світу в підсумку виграв Уругвай, який обіграв бразильців із Зізінью у складі у вирішальній грі турніру, залишився господарям турніру «срібло».
Крім того Зізінью шість разів брав участь у Кубках Америки, здобувши неодмінно на кожному з них медалі: одного разу золоту (1949), чотири рази срібну (1945, 1946, 1953 та 1957) і одного разу бронзову (1942).
Загалом провів за збірну 53 матчі і забив 30 голів.

## Кар'єра тренера
Розпочав тренерську кар'єру, ще продовжуючи грати на полі, 1960 року, очоливши тренерський штаб клубу «Бангу». В подальшому тренував цю команду ще у 1965—1966 роках.
У сезонах 1967 та 1972 очолював команду «Васко да Гама».
Останнім місцем тренерської роботи була олімпійська збірна Бразилії, головним тренером команди якого Зізінью був до 1976 року, і з якою він виграв Панамериканські ігри 1975 року.
Написав автобіографію під назвою «Местре Зіза: правда і брехня футболу».
Помер 8 лютого 2002 року на 80-му році життя у місті Нітерой.

## Титули і досягнення

### Командні
- Віце-чемпіон світу: 1950
- Чемпіон Південної Америки: 1949
- Срібний призер Чемпіонату Південної Америки: 1945, 1946, 1953, 1957
- Бронзовий призер Чемпіонату Південної Америки: 1942
- Фіналіст Кубка Рока: 1945
- Чемпіон штату Ріо-де Жанейро: 1942, 1943, 1944
- Чемпіон штату Сан-Паулу: 1957
- Переможець Панамериканських ігор: 1975 (як тренер)

### Особисті
- Найкращий бомбардир в історії Кубків Америки — 17 м'ячів (разом з Роберто «Тучо» Мендесом)
- Найкращий гравець чемпіонату світу: 1950
- Найкращий гравець Кубка Америки: 1949
- Найкращий футболіст чемпіонату Ріо-де Жанейро: 1955
- Зізінью зі 145-ма м'ячами займає 8-е місце в списку бомбардирів «Фламенго» всіх часів.